# 劉士名
劉士名（16世紀—17世紀），字甡允，南直隸鳳陽府潁州人，明朝政治人物。

## 生平
劉士名是天啟七年（1627年）丁卯科應天鄉試舉人，崇禎元年（1628年）聯捷戊辰科進士，獲授永寧知縣，升任山西參議備兵懷隆道。當地為交通要道，他修築亭障、養馬訓兵，壁壘旌旗大振，因母親逝世回鄉。適逢潁州流賊突然來到，他多次籌畫守城事宜，後事不詳。

## 引用
1. 1 2  乾隆《潁州府志·卷八·人物志》：劉士名，字甡允，潁州人，崇禎戊辰進士。授永寧令，歷任山西少參備兵懷隆，地當要衝，士名修築亭障，秣馬訓兵，壁壘旌旗為之一變，以內艱歸。值潁賊騎奔突，每歲城守事宜多資經畫。
2. ↑  乾隆《潁州府志·卷七·選舉表》：天啟丁卯（舉人） 劉士名 進士